# From Elvis in Memphis
Albums de Elvis Presley
Elvis (NBC TV Special)
(1968) From Memphis to Vegas / From Vegas to Memphis
(1969)
From Elvis in Memphis est un album d'Elvis Presley sorti en juin 1969. Après s'être consacré pendant plusieurs années à sa carrière d'acteur, il enregistre cet album dans la foulée de l'émission spéciale diffusée sur NBC à Noël 1968 qui marque son grand retour à la musique.
Le magazine Rolling Stone a placé l'album en 190e position de son classement des 500 plus grands albums de tous les temps. Il est également cité dans l'ouvrage de référence de Robert Dimery Les 1001 albums qu'il faut avoir écoutés dans sa vie et dans plusieurs autres listes.

## Titres

### Face 1
1. Wearin' That Loved-On Look (en) (Dallas Frazier, A. L. Owens) – 2:46
2. Only the Strong Survive (en) (Jerry Butler, Kenny Gamble, Leon Huff) – 2:42
3. I'll Hold You in My Heart (Till I Can Hold You in My Arms) (en) (Eddy Arnold, Thomas Dilbeck, Vaughan Horton) – 4:34
4. Long Black Limousine (en) (Bobby George, Vern Stovall) – 3:38
5. It Keeps Right On A-Hurtin' (en) (Johnny Tillotson) – 2:36
6. I'm Movin' On (en) (Hank Snow) – 2:43

### Face 2
1. Power of My Love (Bernie Baum, Bill Giant, Florence Kaye) – 2:36
2. Gentle on My Mind (John Hartford) – 3:21
3. After Loving You (en) (Janet Lantz, Eddie Miller (en)) – 3:05
4. True Love Travels on a Gravel Road (en) (Dallas Frazier, A. L. Owens) – 2:38
5. Any Day Now (en) (Burt Bacharach, Bob Hilliard) – 2:59
6. In the Ghetto (Mac Davis) – 2:45

## Musiciens
- Elvis Presley : chant, guitare, piano
- Reggie Young, Dan Penn : guitare
- Tommy Cogbill, Mike Leech : basse
- Gene Chrisman : batterie
- Bobby Wood : piano
- Bobby Emmons : orgue
- Ed Kollis : harmonica
- John Hughey : pedal steel guitar
- Glen Spreen : arrangements